# ريكرياتيفو
ريكرياتيفو ولبة (Recreativo de Huelva) هو نادي كرة قدم إسباني من ولبة بمنطقة الأندلس ذاتية الحكم. تأسس في 23 ديسمبر 1889. يلقب الفريق "Recre" و"El Decano". ملعبه «نويفو كولومبينو» يسع لـ 19860 متفرجاً. في عام يونيو 2006 استطاع التأهل إلى الدوري الإسباني الأول (La Liga) بعد أن أنهى الدرجة الثانية من الدوري في المركز الأول. يلعب في صفوف الفريق حالياً اللاعب البرتغالي بيتو.
ويعتبر ناد ريكرياتفيو عميد الاندية الأسبانية
لانه أول ناد كرة قدم تاسس في إسبانيا

## أبرز الإنجازات
- الدوري الإسباني الدرجة الثانية: 2006

## وصلات خارجية
- الموقع الرسمي
- نشيد النادي على يوتيوب